# コンスタンチン・ロスチスラヴィチ
コンスタンチン・ロスチスラヴィチ（ロシア語: Константин Ростиславич）は、スモレンスク公ロスチスラフの子である。スモレンスク公国の分領公。

## 概略
1262年、アレクサンドル・ネフスキーの子ドミトリーと共に、リヴォニア騎士団領への遠征を行い、共にタルトゥを占領した。1268年にはラクヴェレの戦い(ru)に参加した。
妻はアレクサンドル・ネフスキーの娘エヴドキヤ。子に関する情報は残されていないが、コンスタンチンはロシアの貴族の家系であるドミトリエフ家（ドミトリエフ・マモノフ家(ru)の女系の祖）の祖となった。